# Leonardo Bonucci
Leonardo Bonucci (* 1. květen 1987 Viterbo, Itálie) je bývalý italský profesionální fotbalista, který hrál na pozici středního obránce.
Vyhrál 9 mistrovských titulů v Itálii pojmenovaných Scudetto, z toho celkem 8 titulů ve dresu Juventusu, kde několik let nastupoval ve tříčlenné obraně s Andreou Barzaglim a Giorgiem Chiellinim. V té měl roli rozehrávajícího obránce, v níž využíval své kvalitní přihrávky. Ani v jednom ze dvou finálových zápasů Ligy mistrů UEFA nebyl na vítězné straně, ale dočkal se jmenování do nejlepšího výběru sezóny této soutěže. Členem nejlepších výběrů italské ligy Serie A, evropských pohárů či světa byl jmenován v různých letech a od různých expertních skupin – UEFA, FIFA, ESM, IFFHS či L'Équipe.
Na reprezentační úrovni vybojoval zlatou a stříbrnou medaili na Mistrovství Evropy, a to v roce 2021, respektive 2012. Národní tým reprezentoval ve více než 100 zápasech. Dvojnásobný účastník mistrovství světa z let 2010 a 2014.

## Kariéra

### Klubová

#### Rané období
Rané období klubové kariéry spojil s Viterbese. Roku 2005 jej za částku v přepočtu 30 tisíc britských liber zakoupil Inter Milán, za který v sezóně 2005/06 v Serii A debutoval. Nedostatek herní praxe měl za důsledek hostování v klubech Treviso a Pisa. Následně se stal předměrtem spoluvlastnictví klubů Janova a Bari a ve druhém klubu nastupoval v sezóně 2009/10. Zde hrál ve dvojčlenném středu obrany po boku Andrea Ranocchii.

#### Juventus

##### Sezóna 2010/11 – Přestup a střed ligové tabulky
Po příchodu do Juventusu za částku v přepočtu 11,6 milionu liber utvořil Bonucci stoperské duo s jiným Italem Giorgiem Chiellinim. Premiérová sezóna za Starou dámu pro Bonucciho skončila sedmým místem v ligové soutěži.

##### Sezóna 2011/12 – První titul a Conteho obranné trio „BBC“
Letní měsíce v roce 2011 přinesly posilu v podobě dalšího italského stopera se jménem Andrea Barzagli, novým trenérem byl zvolen Antonio Conte. Nový trenér změnil formaci na 3–5–2 a do nově tříčlenné obranné řady začlenil Barzagliho, Bonucciho i Chielliniho, jejichž spolupráce brzy pronikla do reprezentace, včetně Mistrovství Evropy 2012.
Trojice si vysloužila označení „BBC“ podle počátečních písmen jejich příjmení. Conteho jedenáctka se naučila využívat Bonucciho předností jako byla rozehrávka, a zatímco v uběhlé sezóně inkasovalo mužstvo 56 gólů za 38 ligových zápasů, v té další to bylo gólů 20. Juventus ovládl ligu neporažený a získal první uznané Scudetto od roku 2003. Ještě před mistrovskými oslavami podepsal Bonucci 2. dubna smlouvu zavazujícího jej v klubu do roku 2017.

##### Sezóna 2012/13 – Debutová kampaň v Lize mistrů
Na postu pravého středního obránce po boku Barzagliho se pravidelně objevoval také v sezóně 2012/13.
Ta započala bez distancovaného trenéra Conteho italským superpohárem proti Neapoli v Pekingu. Dne 11. srpna se radovali hráči Juventusu, ačkoliv po Bonucciho chybě poslal Neapol opětovně do vedení 2:1 Panděv. Juventus později soupeře přemohl v prodloužení a vyhrál 4:2. Na rozdíl od svého trenéra byl Bonucci zproštěn obvinění z ovlivňování zápasů, jehož se měl dopustit v zápase proti Udinese roku 2010 ještě jako hráč Bari.
Ve skupinové fázi v Lize mistrů si odbyl debut v této soutěži během utkání proti Chelsea. V říjnu se v soutěži poprvé gólově prosadil, a to v domácím remízovém utkání proti Šachtaru Doněck, které skončilo 1:1. Při výhře 1:0 nad Palermem 9. prosince zaujal snahou nafingovat penaltu při jím zmařeném protiútoku, za což obdržel žlutou kartu a též kritiku a posměch z mediálního prostoru. Na Twitteru se za své „filmování“ omluvil a musel vynechat příští zápas. Mimo to zaplatil pokutu v částce 2 tisíc eur. Disciplinárně potrestán byl ještě 26. ledna po remízovém zápase s Janovem, v němž urážel rozhodčí a dva zápasy nebyl mužstvu k dispozici. O budoucím držiteli Scudetta měl napovědět venkovní zápas Juventusu s Neapolí 1. března 2013, ve kterém Juventus udržel po remíze 1:1 šestibodový náskok nad soupeřem. Ačkoliv Bonucci podal kvalitní výkon, byl přítomen u gólu soupeřova záložníka Gökhana Inlera. Druhý mistrovský titul po sobě se stal jistou věcí 5. května, pro Bonucciho symbolicky po opětovné výhře 1:0 nad Palermem.

##### Další sezóny

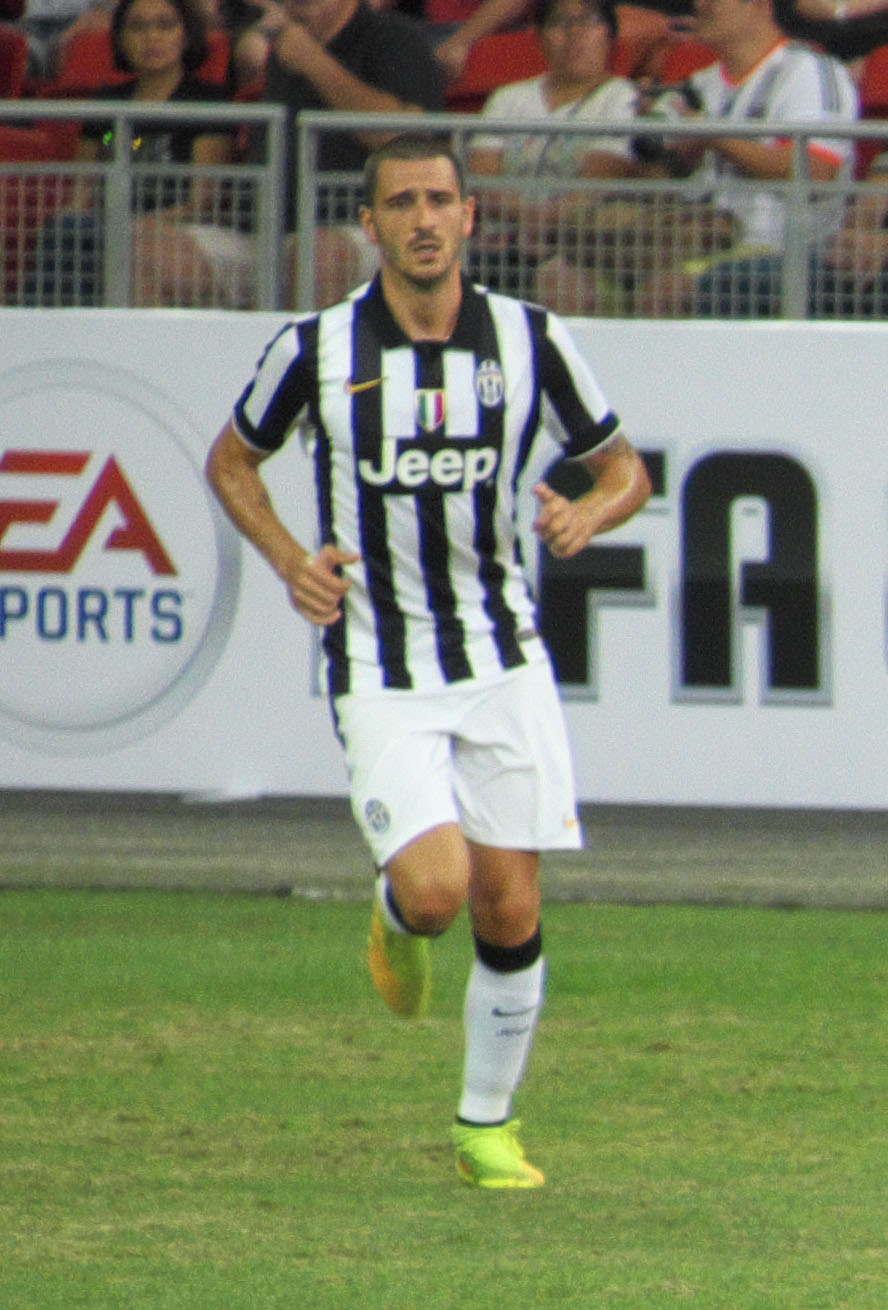
V přípravném zápase v Singapuru (2014)

V sezóně 2013/14 mířil Juventus za opětovnou obhajobou Scudetta. Srpnový superpohár dopadl výhrou 4:0 nad Laziem. Na podzim se představil ve skupině Ligy mistrů, ve které po šestém zápase s Galatasaray (prohra 0:1) hraném 11. prosince skončil třetí. Bonucci se spoluhráči hráli na jaře pouze Evropskou ligu. V ligovém střetu prvního Juventusu se druhým AS Řím 5. ledna 2014 pomohl gólem vyhrát 3:0 a utvořit osmibodový náskok na čele. Začátkem května si Juventus zajistil další titul, o jehož držiteli definitivně rozhodlo zaváhání AS Řím.
Dne 25. ledna 2015 odehrál 200. zápas za Juventus a jeho jubileum doprovázela výhra 2:0 proti Chievu Verona. O několik měsíců později si zahrál finále Ligy mistrů UEFA, v něm 6. června ovšem Juventus podlehl 1:3 Barceloně.

##### Sezóna 2015/16 – Ligová a i pohárová obhajoba
Obhajobu v sezóně 2015/16 nezačal Juventus v nejlepší formě, když tři z úvodních šesti zápasů Serie A prohrál a v říjnu byl na 16. příčce. Prosadil se v Derby d'Italia proti Interu Milán 28. února 2016, kdy dal první gól Juve ze dvou při výhře 2:0. Juventus si v následujících měsících zajistil další titul, také díky sérii 26 ligových zápasů bez prohry. Sérii trvající od konce října 2015 ukončila prohra 1:2 s Hellas Verona 8. května v předposledním 37. kole. Vlivem karetního trestu ze semifinále s Interem se nemohl zúčastnit finále domácího poháru, ve kterém Juventus v prodloužení porazil 1:0 AC Milán. Jeho klub tímto dokázal historicky první obhajobu italské ligy a poháru zároveň.

##### Sezóna 2016/17 – Finále Ligy mistrů
Sezóna 2016/17 byla zahájena ligovou výhrou 2:1 proti Fiorentině. Ve čtvrtém kole ale Juventus nestačil na rivala Inter Milán i s útočníkem Maurem Icardim a připsal si první porážku 1:2. Během 11. kola na konci října přívítal Juventus na domácím hřišti Neapol a porazil ji 2:1. Bonucci otevřel skóre duelu po chybě Fauzího Ghuláma a přestože José Callejón srovnal, vítězný gól vsítil pro Juventus Higuaín. Toto období bylo poznamenáno nemocí jeho syna Mattea, jemuž gól do sítě Neapole věnoval.
Ve 25. únorovém kole ligy Juventus překonal Palermo výsledkem 4:1. Pro Bonucciho to byl jeho 300. zápas ve dresu Bianconeri. Ve 27. kole hraném 5. března 2017 s Udinese skončila pro tým série sedmi ligových výher v řadě. Bonucci po Zapatově gólu srovnal na 1:1 a tímto výsledkem zápas i skončil. Startoval ve finále Ligy mistrů s Realem Madrid 3. června 2017, ve kterém se spoluhráči nestačil na soupeře po porážce 1:4. Následně byl zahrnut do 18-členného nejlepšího výběru sezóny Ligy mistrů. Takto navázal na lednové zařazení do Týmu roku UEFA za rok 2016. Povedlo se mu to jako třetímu obránci působícímu v Juventusu po Gianlucovi Zambrottovi a Fabiu Cannavarovi (oba v roce 2006). Před finálovým zápasem odehrál Bonucci v sezóně elitní evropské soutěže 878 minut, Juventus obdržel dva góly.

#### Milán
Bonucci se stal před sezónou 2017/18 poněkud překvapivou posilou AC Milán za částku 42 milionů eur a klubu se měl upsat na pět let. Bonucci měl být „vlajkovou lodí“ znovuzrozeného milánského týmu, který s příchodem nového majitele jménem Yonghong Li posiloval. Tréner Vincenzo Montella ale tým nedokázal dovést na přední příčky italské ligové tabulky a už na podzim byl propuštěn, poté co s AC Milán prohrál například zářijové utkání 1:4 proti Laziu. V březnu se Bonucci představil na stadionu Juventusu a od příznivců jeho bývalého klubu se nedočkal vlídného přijetí. Přestože podle jeho slov neměl v úmyslu slavit případný gól, reakce diváků ho přiměla změnit názor. Bonucciho gól do sítě jeho přítele Gianluigiho Buffona ukončila brankářovu sérii 959 minut bez obdrženého gólu, AC Milán ale na Juventusu 1:3 prohrál.

#### Po návratu do Juventusu

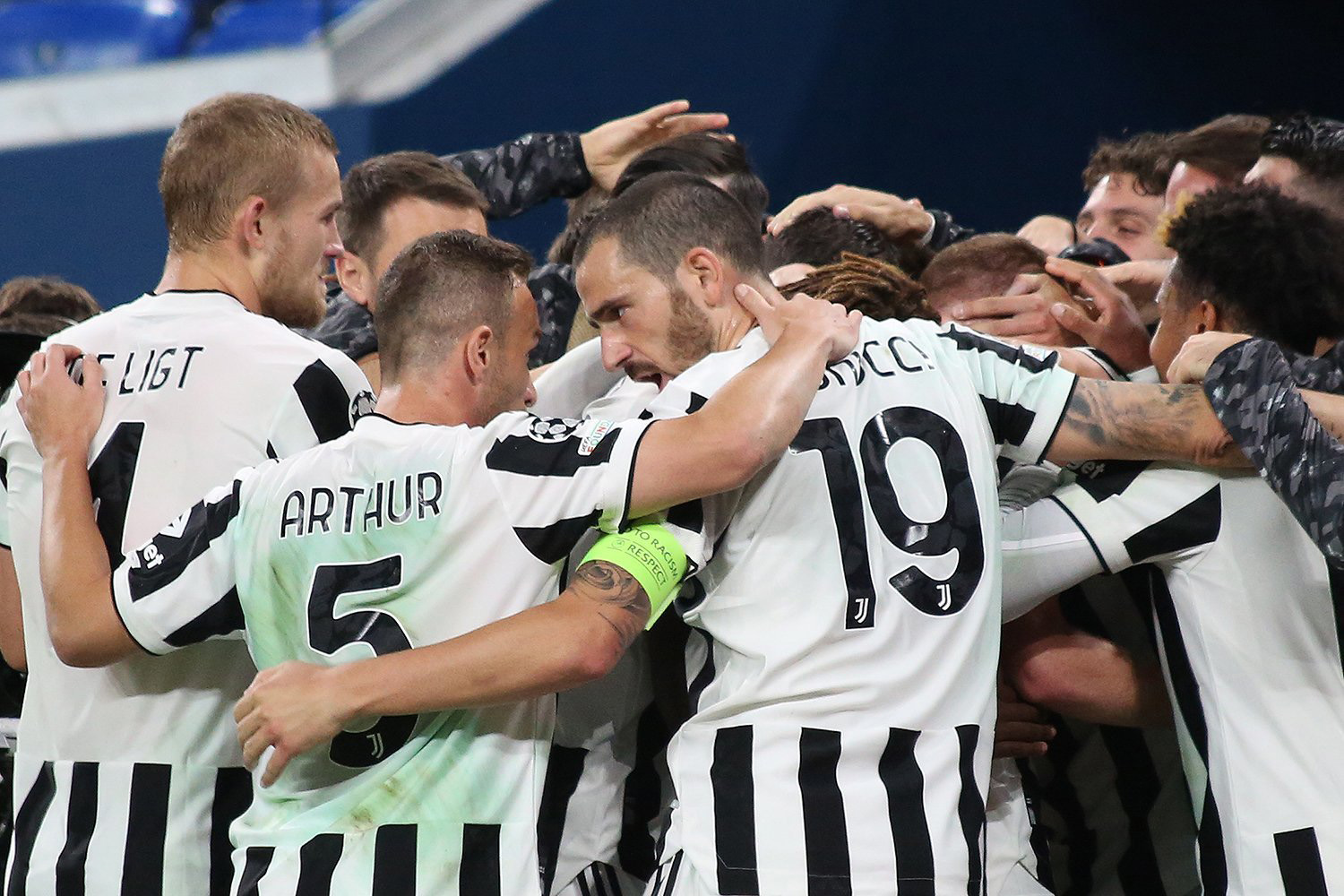
Leonardo Bonucci se spoluhráči proti Zenitu Petrohrad (20. říjen 2021)

Bonucciho prvním utkáním po návratu do Juventusu bylo utkání proti Laziu, ve kterém debutoval i Cristiano Ronaldo. Domácí publikum nebylo ve vztahu k Bonuccimu jednotné – část stadionu jeho návrat přivítala potleskem, naopak ultras v Curva Sud jej zahrnuli pískotem.
V listopadu 2019 prodloužil s klubem smlouvu do roku 2024 a v nepřítomnosti kapitána Chielliniho kvůli jeho zranění jej v této roli zastupoval. V průběhu prosince byl u dvou proher s Laziem Řím. Po té první v lize v Římě následovala prohra stejným výsledkem 1:3 také v italském superpoháru konaném v Saúdské Arábii, kde Bonucci nastoupil po boku mladého stopera Meriha Demirala.
V turínském Derby della Mole 5. prosince 2020 proti Turín FC vstřelil v 89. minutě rozhodující domácí vítězný gól na 2:1 a již svůj druhý ligový v sezóně. Proti Atalantě v domácím střetu 16. prosince 2020 (remíza 1:1) si „odkroutil“ 300. zápas v Serii A za Juventus. Takové mety před ním dosáhlo jen 13 hráčů. Lednová porážka v derby s Interem 0:2 byla v konečném součtu zásadní v mistrovském tažení milánského rivala, který ukončil devítileté panování Juventusu v Serii A. Chielliniho zranění znamenala, že dvojice spolu odehrála jen devět zápasů v italské lize.
Dne 20. října 2021 odehrál 100. zápas v Lize mistrů UEFA. V něm pomohl Juventusu zvítězit 1:0 proti Zenitu.

### Reprezentační

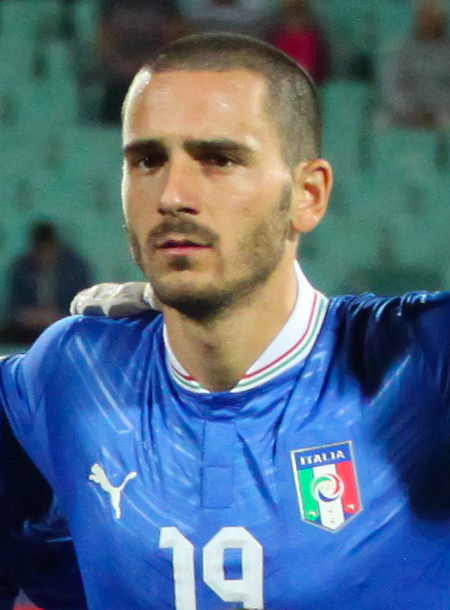
Leonardo Bonucci před zápasem reprezentace s Bulharskem (září 2012)

V A-mužstvu Itálie debutoval 3. března 2010 v přátelském utkání v Monaku proti týmu Kamerunu (remíza 0:0). Jeho premiéra po boku stoperů Chielliniho a Cannavara se u expertů i Lippiho dočkala pozitivních ohlasů.
Na začátku června 2010 nechyběl v nominaci Marcella Lippiho pro Mistrovství světa v Jihoafrické republice, kde měla Itálie světové prvenství obhajovat. V přípravném zápase proti Mexiku po boku Fabia Cannavara nezabránil prohře 1:3, vstřelil ovšem první reprezentační gól. Obhajoba se nepodařila – Itálie po dvou remízách s Paraguayí a Novým Zélandem prohrála se Slovenskem a skončila poslední. Bonucci byl jedním ze čtveřice hráčů, kteří za Itálii na mistrovství nenastoupili. Bonucci se zúčastnil Mistrovství Evropy 2012 v Polsku a na Ukrajině a odehrál všech šest utkání Itálie na šampionátu při její cestě do finále. V něm musel se spoluhráči čelit nejlepšímu týmu turnaje Španělsku, které nakonec Itálii deklasovalo poměrem 4:0. Leonardo získal s národním týmem stříbrné medaile. Zúčastnil se i Konfederačního poháru FIFA 2013 v Brazílii. Trenér Cesare Prandelli jej vzal na Mistrovství světa 2014 v Brazílii, kde Itálie vypadla již v základní skupině D.

#### EURO 2016
Byl zahrnut v nominaci trenéra Antonia Conteho na mistrovství Evropy pořádané Francií a oznámené 31. května 2016. V úvodním skupinovém střetu Itálie s Belgií 13. června v Lyonu byl přítomen u výhry 2:0. Tříčlennou obranu utvořil se svými tradičními spoluhráči Barzaglim a Chiellinim. Ta odolala jednomu z nejlepších útoků turnaje i světa. Emanuele Giaccherini, který otevřel skóre, se k balónu dostal po Bonucciho přihrávce. Základním stavebním kamenem obrany byl i 17. června v zápase proti Švédsku. Fotbaloví odborníci jej označili za nejvíce vynikajícího hráče italského výběru. Pro Itálii příznivý výsledek 1:0 zaručil týmu osmifinále. 22. června proti Irsku zastoupil brankáře Buffona v roli kapitána. K postupu přes tým Španělska 27. června a odplatě za prohrané finále na předešlem turnaji dopomohl dominantním výkonem a po vítězném zápase poměrem 2:0 přijal od expertů UEFA cenu pro nejlepšího hráče zápasu. Proti Německu ve čtvrtfinálovém zápase 2. července se v základní hrací době postavil k penaltě, vůbec prvně za svoji profesionální kariéru. Tím, že ji proměnil, srovnal na 1:1, avšak když nastal penaltový rozstřel, nedokázal na první proměněnou penaltu navázat a nezamezil tak konečné porážce 5:6 a vyřazení.

#### EURO 2020
Bonucii byl trenérem Robertem Mancinim zahrnut v nominaci na Mistrovství Evropy 2020 pořádaném napříč Evropou v létě v roce 2021 jako jeden ze sedmi fotbalistů hrajících za Itálii na předešlém Mistrovství Evropy. V semifinále se Španělskem, které po výsledku 1:1 dospělo do penaltového rozstřelu, svoji penaltu proměnil a pomohl postupu do finále. Ve Wembley proti domácí Anglii 11. července srovnával Bonucci na 1:1 a i finálový zápas dospěl pro Itálii do penaltového rozstřelu. Ta neprohrála ani 34. zápas po sobě a vyhrála po penaltách 3:2. Bonucci opět proměnil svoji třetí penaltu a ve věku 34 let a 71 dní se stal nejstarším skórujícím ve finále evropského turnaje.
Na začátku října 2021 sehrál s kapitánskou páskou semifinále druhého ročníku Ligy národů se Španělskem, během kterého byl po dvou žlutých kartách vyloučen. Po výsledku 1:2 dospěla ke konci italská série 37 zápasů bez porážky, představující světový rekord.

## Statistika

### Klubová
| Sezóna             | Klub               | Ligová soutěž      | Ligová soutěž | Ligová soutěž | Domácí poháry | Domácí poháry | Domácí poháry | Kontinentální poháry | Kontinentální poháry | Kontinentální poháry | Celkem | Celkem |
| Sezóna             | Klub               | Soutěž             | Zápasy        | Góly          | Soutěž        | Zápasy        | Góly          | Soutěž               | Zápasy               | Góly                 | Zápasy | Góly   |
| ------------------ | ------------------ | ------------------ | ------------- | ------------- | ------------- | ------------- | ------------- | -------------------- | -------------------- | -------------------- | ------ | ------ |
| 2005/06            | Inter              | Serie A            | 1             | 0             | IP+IS         | 0+0           | 0+0           | LM                   | 0                    | 0                    | 1      | 0      |
| 2006/07            | Inter              | Serie A            | 0             | 0             | IP+IS         | 3+0           | 0+0           | LM                   | 0                    | 0                    | 3      | 0      |
| 2007/08            | Treviso            | Serie B            | 27            | 2             | IP            | 1             | 0             | -                    | 0                    | 0                    | 28     | 2      |
| 2008/09            | Treviso            | Serie B            | 13            | 2             | IP            | 1             | 0             | -                    | 0                    | 0                    | 14     | 2      |
| Celkem za Treviso  | Celkem za Treviso  | Celkem za Treviso  | 40            | 4             | -             | 2             | 0             | -                    | 0                    | 0                    | 42     | 4      |
| 2009               | Pisa               | Serie B            | 18            | 1             | IP            | 0             | 0             | -                    | 0                    | 0                    | 18     | 1      |
| 2009/10            | Bari               | Serie A            | 38            | 1             | IP            | 1             | 0             | -                    | 0                    | 0                    | 39     | 1      |
| 2010/11            | Juventus           | Serie A            | 34            | 0             | IP            | 2             | 0             | EL                   | 8                    | 1                    | 44     | 1      |
| 2011/12            | Juventus           | Serie A            | 32            | 2             | IP            | 5             | 0             | -                    | 0                    | 0                    | 37     | 2      |
| 2012/13            | Juventus           | Serie A            | 33            | 0             | IP+IS         | 4+1           | 0             | LM                   | 10                   | 1                    | 48     | 1      |
| 2013/14            | Juventus           | Serie A            | 29            | 2             | IP+IS         | 1+1           | 0             | LM+EL                | 6+7                  | 0+1                  | 44     | 3      |
| 2014/15            | Juventus           | Serie A            | 34            | 3             | IP+IS         | 4+1           | 1+0           | LM                   | 13                   | 0                    | 52     | 4      |
| 2015/16            | Juventus           | Serie A            | 36            | 3             | IP+IS         | 4+1           | 0             | LM                   | 8                    | 0                    | 49     | 3      |
| 2016/17            | Juventus           | Serie A            | 29            | 3             | IP+IS         | 5+0           | 1+0           | LM                   | 11                   | 1                    | 45     | 5      |
| 2017/18            | Milán              | Serie A            | 35            | 2             | IP            | 5             | 0             | EL                   | 11                   | 0                    | 51     | 2      |
| 2018/19            | Juventus           | Serie A            | 29            | 3             | IP+IS         | 1+1           | 0             | LM                   | 10                   | 0                    | 41     | 3      |
| 2019/20            | Juventus           | Serie A            | 35            | 3             | IP+IS         | 4+1           | 1+0           | LM                   | 7                    | 0                    | 47     | 4      |
| 2020/21            | Juventus           | Serie A            | 26            | 2             | IP+IS         | 2+1           | 0             | LM                   | 6                    | 0                    | 35     | 2      |
| 2021/22            | Juventus           | Serie A            | 24            | 5             | IP+IS         | 3+0           | 0             | LM                   | 7                    | 0                    | 34     | 5      |
| 2022/23            | Juventus           | Serie A            | 16            | 1             | IP            | 1             | 0             | LM+EL                | 6+3                  | 1+0                  | 26     | 2      |
| Celkem za Juventus | Celkem za Juventus | Celkem za Juventus | 357           | 27            | -             | 43            | 3             | -                    | 102                  | 5                    | 502    | 35     |
| 2023/24            | Union Berlín       | Bundesliga         | 7             | 1             | NP            | 0             | 0             | LM                   | 3                    | 0                    | 10     | 1      |
| 2024               | Fenerbahçe         | Süper Lig          | 8             | 0             | TP            | 3             | 0             | EKL                  | 2                    | 0                    | 13     | 0      |
| Celkově            | Celkově            | Celkově            | 505           | 36            | -             | 57            | 3             | -                    | 118                  | 5                    | 679    | 44     |

### Reprezentační

#### Statistika na velkých turnajích
| Reprezentace | Rok     | Zápasy                      | Zápasy | Zápasy     | Zápasy           | Zápasy           | Zápasy            |
| Reprezentace | Rok     | Fáze turnaje                | Datum  | Soupeř     | Odehraných minut | Vstřelené branky | Výsledek          |
| ------------ | ------- | --------------------------- | ------ | ---------- | ---------------- | ---------------- | ----------------- |
| Itálie       | MS 2010 | Neodehrál žádné ze 3 utkání |        |            |                  |                  |                   |
| Itálie       | ME 2012 | 1 zápas ve skupině          | 10. 6. | Španělsko  | 90               | 0                | 1:1               |
| Itálie       | ME 2012 | 2 zápas ve skupině          | 14. 6. | Chorvatsko | 90               | 0                | 1:1               |
| Itálie       | ME 2012 | 3 zápas ve skupině          | 18. 6. | Irsko      | 33               | 0                | 2:0               |
| Itálie       | ME 2012 | Čtvrtfinále                 | 24. 6. | Anglie     | 120              | 0                | 0:0 (2:4 na pen.) |
| Itálie       | ME 2012 | Semifinále                  | 28. 6. | Německo    | 90               | 0                | 2:1               |
| Itálie       | ME 2012 | Finále                      | 1. 7.  | Španělsko  | 90               | 0                | 0:4               |
| Itálie       | MS 2014 | 3 zápas ve skupině          | 24. 6. | Uruguay    | 90               | 0                | 0:1               |
| Itálie       | ME 2016 | 1 zápas ve skupině          | 13. 6. | Belgie     | 90               | 0                | 2:0               |
| Itálie       | ME 2016 | 2 zápas ve skupině          | 17. 6. | Švédsko    | 90               | 0                | 1:0               |
| Itálie       | ME 2016 | 3 zápas ve skupině          | 22. 6. | Irsko      | 90               | 0                | 0:1               |
| Itálie       | ME 2016 | Osmifinále                  | 27. 6. | Španělsko  | 90               | 0                | 2:0               |
| Itálie       | ME 2016 | Čtvrtfinále                 | 2. 7.  | Německo    | 120              | 0                | 1:1 (6:5 na pen.) |
| Itálie       | ME 2020 | 1 zápas ve skupině          | 11. 6. | Turecko    | 90               | 0                | 3:0               |
| Itálie       | ME 2020 | 2 zápas ve skupině          | 16. 6. | Švýcarsko  | 90               | 0                | 3:0               |
| Itálie       | ME 2020 | 3 zápas ve skupině          | 20. 6. | Wales      | 45               | 0                | 1:0               |
| Itálie       | ME 2020 | Čtvrtfinále                 | 2. 7.  | Belgie     | 90               | 0                | 2:0               |
| Itálie       | ME 2020 | Semifinále                  | 6. 7.  | Španělsko  | 120              | 0                | 1:1 (4:2 na pen.) |
| Itálie       | ME 2020 | Finále                      | 11. 7. | Anglie     | 120              | 1                | 1:1 (3:2 na pen.) |

## Herní profil
Bonucci je schopen zahrát stopera ve čtyřčlenné i tříčlenné obraně, v té tříčlenné zpravidla uprostřed. Mezi přední dovednosti patří rozehrávání na kratší i delší vzdálenost a s míčem u nohy je klidný, tlaku nepodléhající. I proto byl označen za „záložníka převlečeného za obránce“. Nemá problém hrát důsledně tvrdě. Disponuje taktickou inteligencí. Kritizován bývá za nesoustředěnost vedoucí k chybám, z nichž může těžit soupeř. Při obranných zákrocích nemá tendenci chodit do skluzů.
Během angažmá v Juventusu se zařadil mezi nejlepší střední obránce světa. Italský deník La Repubblica jej v roce 2016 překřtila na „Beckenbonucciho“, odkazujíce na legendárního německého obránce Franze Beckenbauera.
Jeho rozvážnou osobnost vyzdvihli např. trenér Giampiero Ventura nebo někdejší italský brankář Giovanni Galli, který Bonucciho přirovnal k Gaetanu Scireaovi, někdejšímu liberovi italské reprezentace. Trenér Pep Guardiola jej označil za jednoho ze svých nejoblíbenějších fotbalistů. Po Barzagliho ukončení kariéry nastupoval Bonucci často po boku Chielliniho, jak na klubové, tak reprezentační rovině. Jejich zlatý medailový úspěch na evropském turnaji Euro 2020 vedl španělský deník El Mundo k tomu, že je jako stoperské duo zařadil po bok dalších dvojic fotbalové historie jako byli dříve Beckenbauer–Schwarzenbeck, Scirea–Gentile, de Boer–Daley Blind nebo Baresi–Costacurta.

## Úspěchy

### Klubové
- vítěz italské ligy (9x)

Inter: 2005/06

Juventus: 2011/12, 2012/13, 2013/14, 2014/15, 2015/16, 2016/17, 2018/19, 2019/20
- vítěz italského poháru (4x)

Juventus: 2014/15, 2015/16, 2016/17, 2020/21
- vítěz italského superpoháru (5x)

Juventus: 2012, 2013, 2015, 2018, 2020

### Reprezentační
- 2× na MS (2010, 2014)
- 3× na ME (2012 - stříbro, 2016, 2020 - zlato)
- 1× na Konfederačním poháru (2013 - bronz)
- 1x ve finále Ligy národů UEFA (2020/21 - bronz, 2022/23 - bronz)
- 1x Finalissima 2022

### Individuální
- 1x nejlepší fotbalista italské ligy (2016[93])
- 4x v týmu roku italské ligy (2015[94], 2016[93], 2017[95], 2020[96])
- 1x All Stars Team LM (2016/17[97])
- 2x All Stars Team EL (2013/14[98], 2017/18[99])
- 1x All Stars Team ESM (2016/17)
- 2x All Stars Team FIFA FIFPro World (2017, 2021)
- 2x All Stars Team IFFHS (2017, 2021)
- 1x All Stars Team na ME (2020)

### Vyznamenání
Řád zásluh o Italskou republiku (16. 7. 2021) z podnětu Prezidenta Itálie 

## Přestupy
Zdroj:
- z FC Inter Milán do Janov CFC za 4 000 000 euro (1. červenec 2008)
- z Janov CFC do SSC Bari za 10 500 000 euro (1. srpen 2008)
- z SSC Bari do Juventus FC za 15 500 000 euro
- z Juventus FC do AC Milán za 42 000 000 euro
- z AC Milán do Juventus FC za 35 000 000 euro